# Haruspice

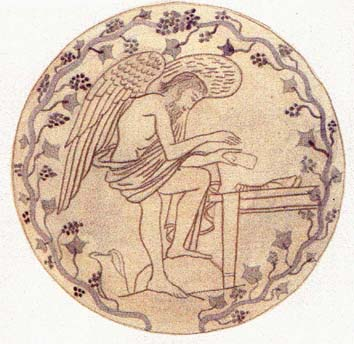
Miroir de Calchas, musée du Vatican (croquis).

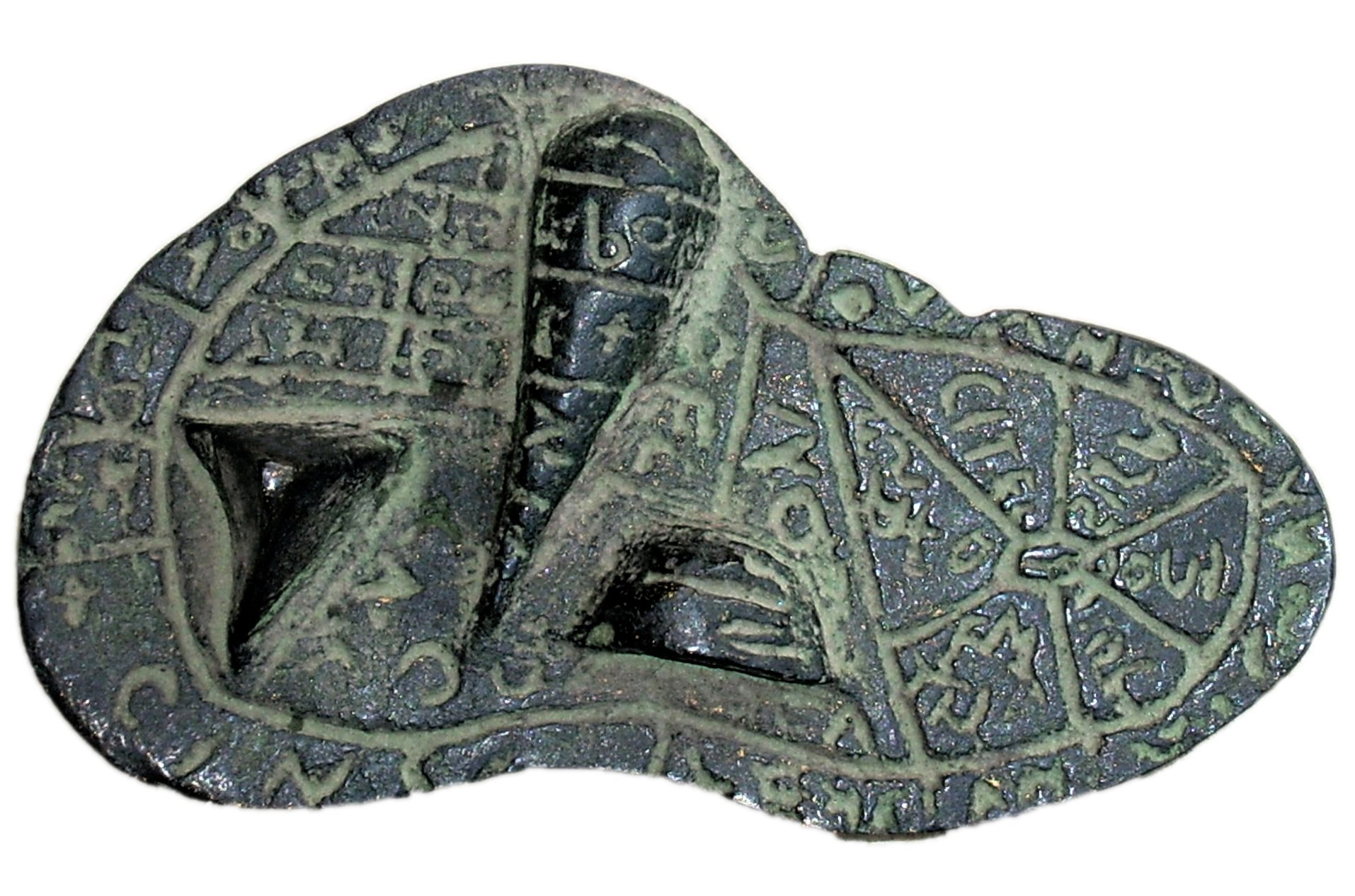
Foie de Plaisance.

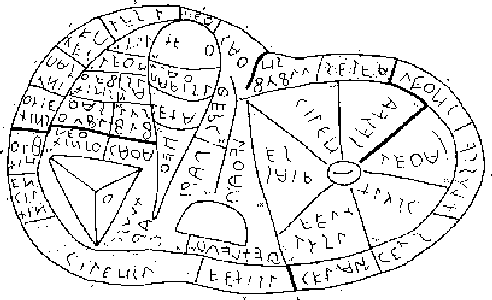
Transcription.

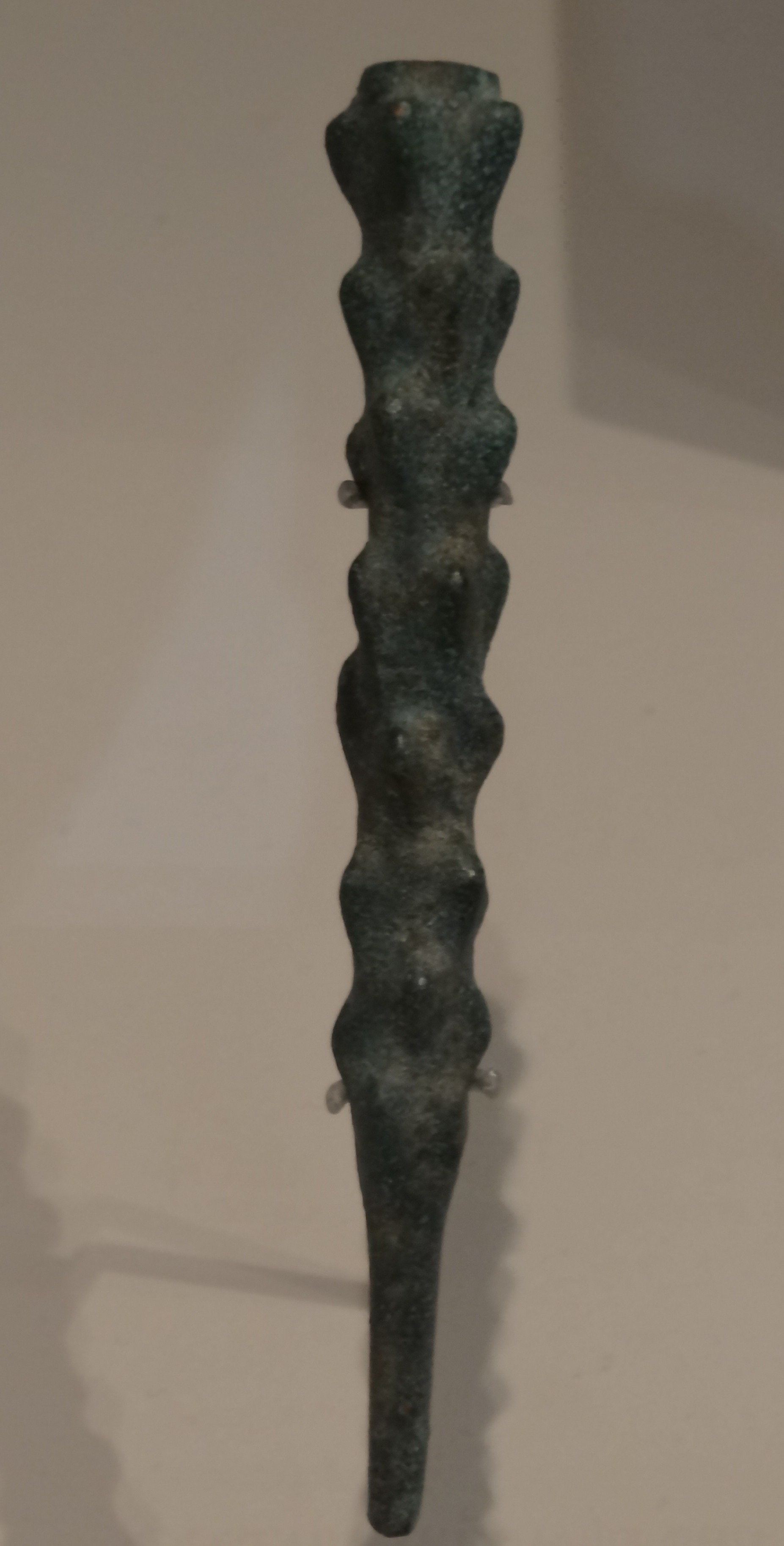
Massue votive.

Un haruspice, ou aruspice, est un pratiquant de l'haruspicine, l'art divinatoire de lire dans les entrailles d'un animal sacrifié (notamment l'hépatoscopie : examen du foie censé représenter l'univers) pour en tirer des présages ou déterminer une décision.

## Étymologie
D'une racine étrusque *haru (?), « entrailles », et de spicio, « je regarde », transcrit par haruspex en latin, celui qui pratique l'haruspicine.

## Histoire
Dans l’Antiquité, l’haruspice interprétait la volonté divine en lisant dans les entrailles d’un animal sacrifié, viscères d'oiseaux, vésicules de volaille, foie de mouton. L’animal était rituellement abattu ; l’haruspice pouvait alors examiner la taille, la forme, la couleur, les signes particuliers de certains organes, généralement le foie, dont on a retrouvé des maquettes de bronze à usage didactique de ce type de divination, tel le foie de Plaisance en Étrurie, mais il existe aussi un exemplaire hittite provenant de Hattusa, et une version babylonienne. L'organe était divisé en quatre parties correspondant aux quatre points cardinaux, chacune d'entre elles représentait la demeure de certaines divinités, invoquées, auxquelles l'officiant demandait l'intercession dans les affaires humaines.
L'animal abattu, la viande était rôtie et divisée entre les participants à la cérémonie au cours d'un banquet, les organes internes (exta, le siège de la vie de l'animal) cuits étaient jetés dans le feu du foyer en offrande aux dieux.
Il semble qu'il n'y ait jamais eu de femmes dans le collège des haruspices, ni à avoir jamais exercé cette fonction. Il y avait par contre des stryges, c’est-à-dire des sorcières ; celles-ci, comme en témoignent les Métamorphoses d'Apulée, étaient particulièrement nombreuses, et réputées, en Thessalie. Certaines magiciennes, telles Circé ou Médée, ou la Pythie de Delphes sont restées célèbres. L'un des devins les plus connus de l'Antiquité était Calchas. Tirésias, cité par Homère, en fut un également.

## Les haruspices étrusques et la Rome antique
Les haruspices d’Étrurie se distinguaient du reste de la population par leur costume : ils portaient un manteau court bordé de franges (similaire à la peau de la bête sacrifiée), et non la toge étrusque (la tebenna), fermé par une fibule au niveau du cou, et un couvre-chef à large bord et au sommet pointu, attaché sous le menton car il était de très mauvais augure qu’il tombât durant les cérémonies et, surtout, ils portaient leurs libri haruspicini et rituales (comme on le constate sur les sarcophages figurés des défunts haruspices). Il semble qu'ils se recrutaient dans les hautes classes de la société.
Chez les Étrusques, les « haruspices fulgurateurs » pratiquent leur art divinatoire, appelé brontoscopie, sur la foudre et le tonnerre.
Ils furent consultés en privé depuis la conquête de l'Étrurie, et durant toute la durée de l’Empire romain. Le Sénat romain tenait la « discipline étrusque » en grande considération et consultait les haruspices avant de prendre une décision, car, contrairement aux augures, ils pouvaient répondre à des questions complexes. On en trouve un bon exemple dans le discours De la réponse des haruspices de Cicéron : au printemps de 56 av. J.-C., des prodiges eurent lieu près de Rome, on consulta un collège d'haruspices qui transmit une interprétation écrite et des recommandations. Le texte de Cicéron permet de reconstituer cette réponse, la seule qui nous soit connue de toute l'Antiquité. Toutefois, dans son traité De divinatione, Cicéron critiqua durement l'examen des entrailles par les haruspices, jugeant contraire aux lois de la Nature la modification des viscères au gré des prédictions. L’empereur Claude étudia la langue étrusque, apprit à la lire et créa un « collège » de soixante haruspices, qui exista jusqu’en 408. Ceux-ci offrirent leurs services à Pompéianus, préfet de Rome, pour sauver la ville de l'assaut des Goths ; l’évêque chrétien Innocent, bien que réticent, accepta cette proposition, à condition que les rites restassent secrets. 
La profusion des haruspices à Rome et des haruspices de villages pour beaucoup de besoins de divinations privées faisait qu'ils étaient parfois perçus comme des charlatans. À titre d'exemple, Caton disait : « Deux haruspices ne peuvent pas se regarder sans rire ».